# Bovolenta (Italien)
Bovolenta ist eine nordostitalienische Gemeinde (comune) mit 3427 Einwohnern (Stand 31. Dezember 2023) in der Provinz Padua in Venetien. Die Gemeinde liegt etwa 22 Kilometer südsüdöstlich von Padua. Hier fließt der Bacchiglione in den Canale Vigenzone Richtung Adria.

## Geschichte
Bovolenta wird erstmals 1027 urkundlich in einer Schenkungsurkunde erwähnt. 